# Marius Allard
Pour les articles homonymes, voir Allard.
Marius Allard, né le 26 octobre 1871 à Arles, dans le département des Bouches-du-Rhône, en région Provence-Alpes-Côte d'Azur et mort le 18 septembre 1895 dans la même ville, est un coureur cycliste français, professionnel de 1889 à 1893.

## Biographie
Marius Allard gagne la course Paris-Nantes-Paris en 1892 en effectuant 1 030 km en 64h09. Il prend part ensuite à la plupart des épreuves de fond sur route. Il détient le record du 100 km sur route. Il meurt prématurément de la tuberculose. Sur sa fiche matricule et son acte de décès, il est dit être laitier.
Son frère, Jean Allard (1869-1940), était également coureur cycliste.

## Palmarès
- 1891
  - 10e au championnat de France des 100 km sur piste à Courbevoie
  - 7e à Paris-Brest-Paris
  - Match Arles contre Nîmes
- 1892
  - 500 km sur route du Lyon républicain
  - Paris-Nantes-Caen-Rouen-Paris[9],[10]
  - 4e à Bordeaux-Paris
  - 2e aux 12 heures de Bordeaux (derrière Auguste Stéphane)
  - 1er aux 12 heures de la Seine (devant Louis Cottereau)
  - 1er aux 12 heures de Buffalo (devant Auguste Stéphane)
  - Lyon-Montélimar-Lyon
  - 2e à Fréjus-Gonfaron-Fréjus
  - 2e à Genève-Lyss-Berne-Genève
- 1893
  - 2e à Bâle-Strasbourg-Bâle
  - 2e à Lyon-Roanne-Lyon
- 1894
  - 4e à Rennes-Brest-Rennes[8]